# The Wild Man of Borneo
Pour plus de détails, voir Fiche technique et Distribution.
The Wild Man of Borneo est un film américain en noir et blanc réalisé par Robert B. Sinclair, sorti en 1941.

## Fiche technique
- Titre : The Wild Man of Borneo
- Réalisation : Robert B. Sinclair
- Scénario : Waldo Salt et John McClain d'après la pièce de Marc Connelly et Herman J. Mankiewicz
- Direction artistique : Cedric Gibbons
- Photographie : Oliver T. Marsh
- Montage : Frank Sullivan
- Musique : David Snell
- Production : Joseph L. Mankiewicz
- Société de production : Metro-Goldwyn-Mayer
- Pays de production : États-Unis
- Format : noir et blanc - 1,37:1 - son : Mono
- Genre : Comédie
- Durée : 78 min
- Date de sortie :
  - États-Unis : 24 janvier 1941

## Distribution
- Frank Morgan : J. Daniel Thompson
- Mary Howard : Mary Thompson
- Billie Burke : Bernice Marshall
- Donald Meek : professeur Birdo
- Marjorie Main : Irma
- Connie Gilchrist : Mme Diamond
- Bonita Granville : Francine Diamond
- Dan Dailey : Ed LeMotte
- Andrew Tombes : 'Doc' Dunbar
- Walter Catlett : 'Doc' Skelby
- Phil Silvers : Murdock
- Joe Yule : Jerry (scènes coupées au montage)
- Harold Entwistle : vieil homme (scènes coupées au montage)
- Edward Hearn (scènes coupées au montage)
- Irving Bacon : conducteur de wagon (non crédité)
- James Flavin : policier (non crédité)
- Cyril Ring : un passant (non crédité)
- Tom Conway : acteur (non crédité)
- William Tannen : acteur (non crédité)
- Kaaren Verne : actrice (non crédité)
- Evelyn Selbie (non crédité)